# Heringen (mansfeldisch-querfurtisches Adelsgeschlecht)

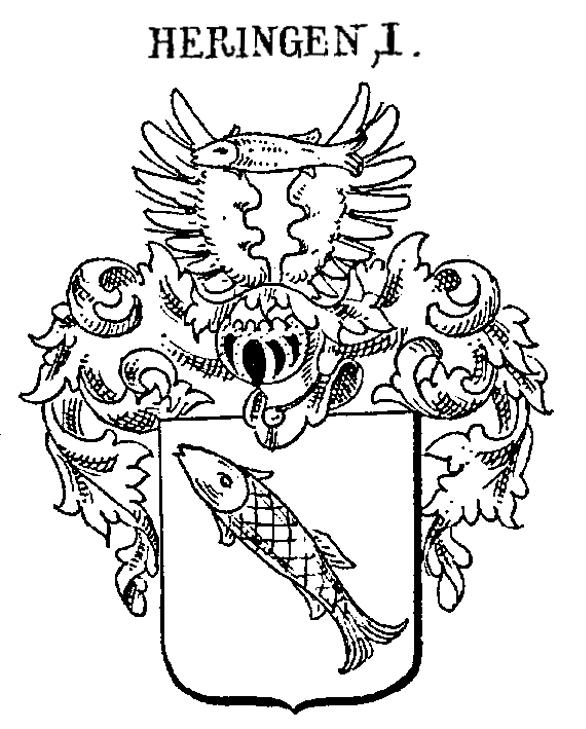
Wappen derer von Heringen in Siebmachers Wappenbuch

Heringen ist der Name eines erloschenen mansfeldisch-querfurtischen Uradelsgeschlechts. 
Die Familie ist von dem thüringisch-hessischen Uradelsgeschlecht Heringen, dem hennebergisch-thüringischen Adelsgeschlecht Heringen, dem westfälischen Adelsgeschlecht Heringen und dem ebenfalls westfälischen Adelsgeschlecht Hering zu unterscheiden.

## Geschichte
Laut George Adalbert von Mülverstedt hat das Geschlecht seinen Namen von dem Ort Heringen/Helme. Bereits im 13. Jahrhundert besaß die Familie als Hauptgüter Bornstedt, Mittelhausen, Farrenstedt, Blankenhagen und Gefälle zu Tornitz. Ein Ritter Heinrich von Heringen erscheint bereits 1265 im Mansfeldischen. Dieser war möglicherweise identisch mit Heino von Heringen (urkundlich 1267 und 1273) und dem 1271 auftretenden Burgmann zu Rudelsburg Heinrich von Heringen. 1308 werden Heinrich und Berhard von Heringen in einer Urkunde für das Kloster Walkenried erwähnt. Ihr Siegel zeigt den Hering. 1312 traten die Gebrüder und Gevettern Heinrich, Friedrich, Buchard und Hermann von Heringen auf. Burchard von Heringen wohnte 1330 bei Sangerhausen, Friedrich von Heringen 1316 im Mandsfeldischen. Busso von Heringen war 1327 ebenfalls Mansfeldischer Vasall. 1348 kommt ein Ritter Friedrich von Heringen vor. Die Vettern Henning, Hans Heinrich und Wolf Cuno von Heringen besaßen noch Anfang des 17. Jahrhunderts die Güter zu Bornstedt und Mittelhausen. Hans Balthasar von heringen erscheint 1657 und die Gebrüder Johann Albrecht und Johann Jobst von Heringen 1681 zu Bernstedt. Johann Albrecht von Heringen wurde bereits 1661 als ultimus gentis, der Letzte seines Geschlechts, bezeichnet.

## Wappen
Blasonierung des Redenden Wappens: Im Schild ein balkenweis oder schrägrechts gestellter Hering. Auf dem Helm ein offener Flug, davor der Hering vom Schild.
Eine Wappenvariante zeigt über dem Hering eine Lilie.

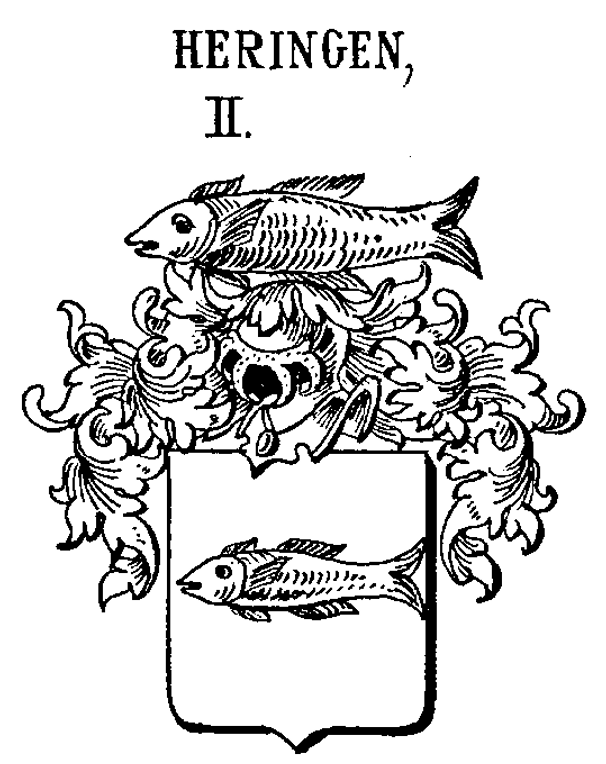
Wappen derer von Heringen in Siebmachers Wappenbuch
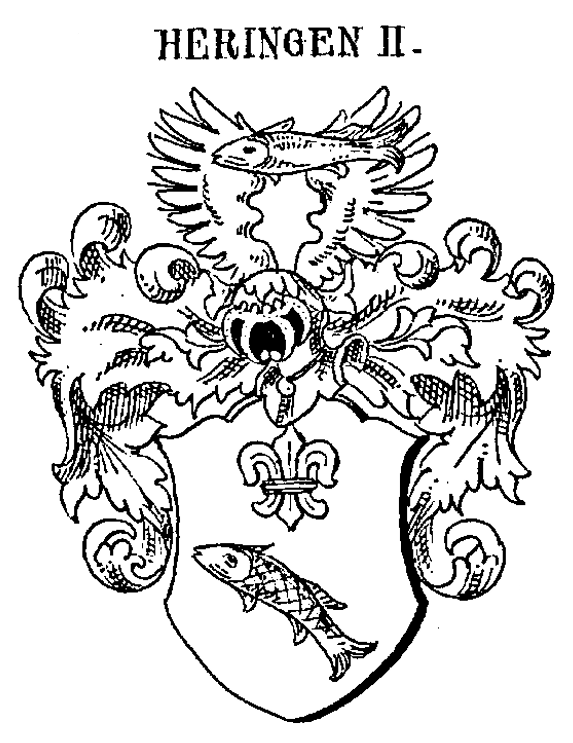
Wappenvariante derer von Heringen in Siebmachers Wappenbuch